# Perro de punta español

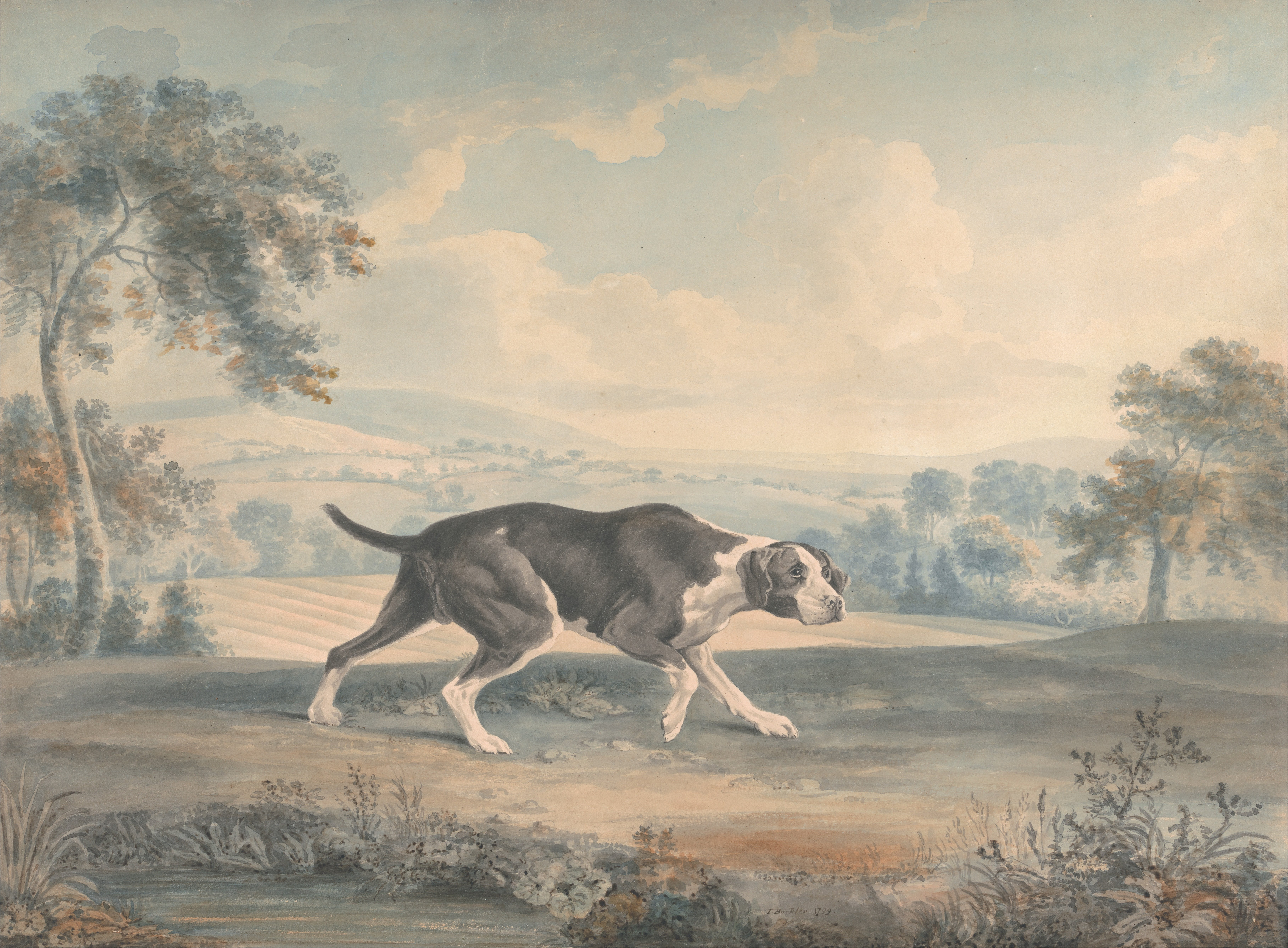
The Spanish Pointer por John Buckler (c. 1799)

El Perro de punta español (en portugués Antigo pointer espanhol), o Pointer español es una raza extinta (o Landrace) de perro originaria de España, que se cree que es el antepasado de casi todas las razas de perros de muestra.

## Historia
El Pointer español, raza canina originaria de España, podría ser el ancestro originario de la mayor parte de razas actuales de perros de muestra.
Los escritores romanos del siglo I, Plinio o Salustio, comentaron la existencia de perros procedentes de Hispania que se utilizaban para cazar pájaros con redes. Siglos después, los conquistadores musulmanes llegaron a la península ibérica y trajeron consigo la técnica de la cetrería. Estos conquistadores quedaron gratamente sorprendidos al saber que los pointers españoles, entrenados por monjes, mostraban comportamientos útiles. El perro se detenía cuando encontraba un pájaro y permanecía inmóvil hasta que llegaba el cazador. En este punto, la técnica cinegética de la cetrería se unió al braco español como un mecanismo perfecto para localizar y marcar la posición de las presas. Desde entonces, las habilidades del perro de muestra se han adaptado a la tecnología involucrada en la caza.
En 1644, Alonso Martínez de Espinar lo describió como "un animal de excelente trabajo, y es tan buena su respiración y agilidad, que de la mañana a la noche corren sin parar; los hay tan ligeros que parecen volar sobre el suelo, y cuando el perro es hábil rastreando a estas aves varias veces hasta quedarse inmóvil, que es cuando quiere que lo sigan.

## Origen
Aunque España es el origen de los perros de muestra, los británicos mencionaron con más frecuencia al braco español y trajeron los perros a Inglaterra en los siglos XVII y XVIII. Stonehengue, un erudito amante de los perros, escribió a finales del siglo XIX que el perro fue criado selectivamente para ser más rápido utilizando sólo especímenes más ligeros y rápidos.
David Taylor, un veterinario que dirige una organización veterinaria internacional, afirmó que el braco español fue introducido en Gran Bretaña y criado con galgos y raposeros ingleses, dando como resultado el braco inglés.
Asimismo, en la Alemania del siglo XVII, el braco alemán de pelo corto fue el resultado del cruce de perros alemanes, bracos españoles y sabuesos.
El Pachón Navarro es generalmente visto como la raza de perro que más se parece al antiguo braco español.

## Remodelación británica
Los británicos encontraron algunos defectos en el perro:
"Llegaron a la conclusión de que esta raza necesitaba ser remodelada. Los ingleses querían más velocidad, más temperamento y suficiente resistencia para soportar un día de caza y también para acondicionar al perro para trabajar tanto en terrenos llanos como difíciles y mantener el deseo. Para cazar y energía para cada día. En general era solo para conservar su capacidad de olfato. Para lograrlo, se cruzaron con varias razas, especialmente con las razas raposeros. La reproducción de cabeza pesada y orejas grandes desapareció. Cabeza delgada y baja con orejas más pequeñas. Tiene una cabeza noble y el pecho ancho del antiguo braco español, pero más estrecho y profundo. Algunos dejaban los pulmones más libres y por tanto con más capacidad. Las costillas del perro antiguo eran más redondeadas y ahora menos curvadas, dando a los músculos más libertad".

## Últimos registros sobre la raza
Una pintura de Peter Tillemans en 1725 da crédito a que en ese momento el "Spanish Pointer" existía en Inglaterra. Es la pintura más antigua que existe en este país sobre un pointer y en ella aparece el Mariscal de Kingston.